# La Feuillie (Seine-Maritime)
La Feuillie ist eine französische Gemeinde mit 1.245 Einwohnern (Stand: 1. Januar 2022) im Département Seine-Maritime in der Region Normandie. Sie gehört zum Arrondissement Dieppe und ist Teil des Kantons Gournay-en-Bray (bis 2015: Kanton Argueil). Die Einwohner werden Feuillants genannt.

## Geographie
La Feuillie liegt etwa 31 Kilometer östlich von Rouen. Umgeben wird La Feuillie von den Nachbargemeinden Nolléval im Norden und Nordwesten, Le Mesnil-Lieubray und Fry im Norden, Beauvoir-en-Lyons im Osten und Nordosten, Bézancourt im Osten und Südosten, Fleury-la-Forêt im Süden und Südosten, Lorleau im Süden, Le Tronquay im Südwesten, La Haye im Westen sowie Morville-le-Héron im Nordwesten.
Durch die Gemeinde führt die Route nationale 31.

## Bevölkerungsentwicklung
| Jahr                      | 1962 | 1968 | 1975 | 1982 | 1990 | 1999 | 2006 | 2013 |
| Einwohner                 | 1039 | 1021 | 1022 | 1030 | 1008 | 1096 | 1112 | 1299 |
| Quelle: Cassini und INSEE |      |      |      |      |      |      |      |      |

## Sehenswürdigkeiten

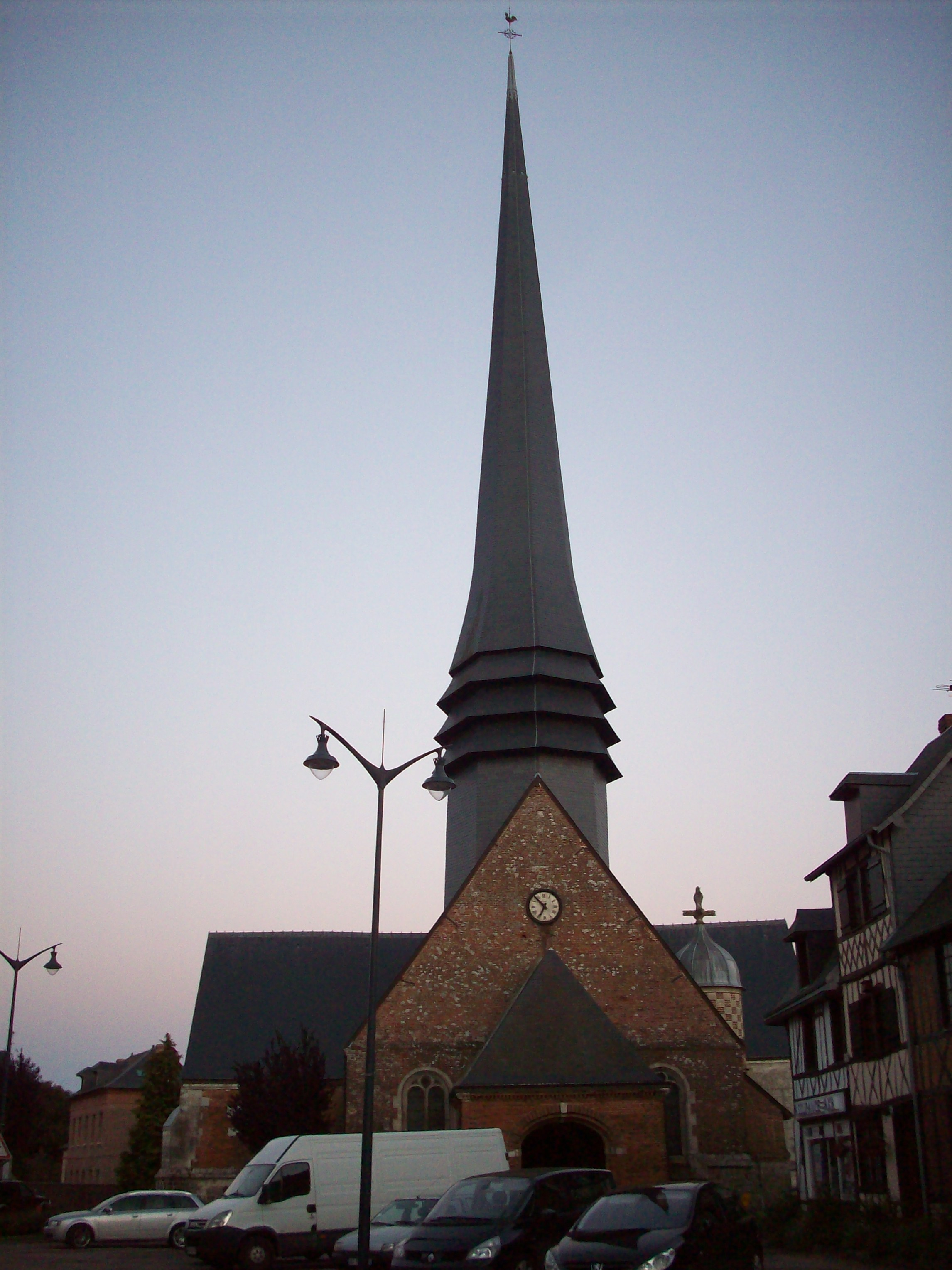
Kirche Saint-Eustache

- Kirche Saint-Eustache aus dem 16. Jahrhundert
- Reste des Schlosses Le Richebourg, 1826 abgebrochen